# Marsdenia hiriartiana
Marsdenia hiriartiana är en oleanderväxtart som beskrevs av Juárez-jaimes och W.D.Stevens. Marsdenia hiriartiana ingår i släktet Marsdenia och familjen oleanderväxter. Inga underarter finns listade i Catalogue of Life.